# Evangelische Kirche (Philippstein)

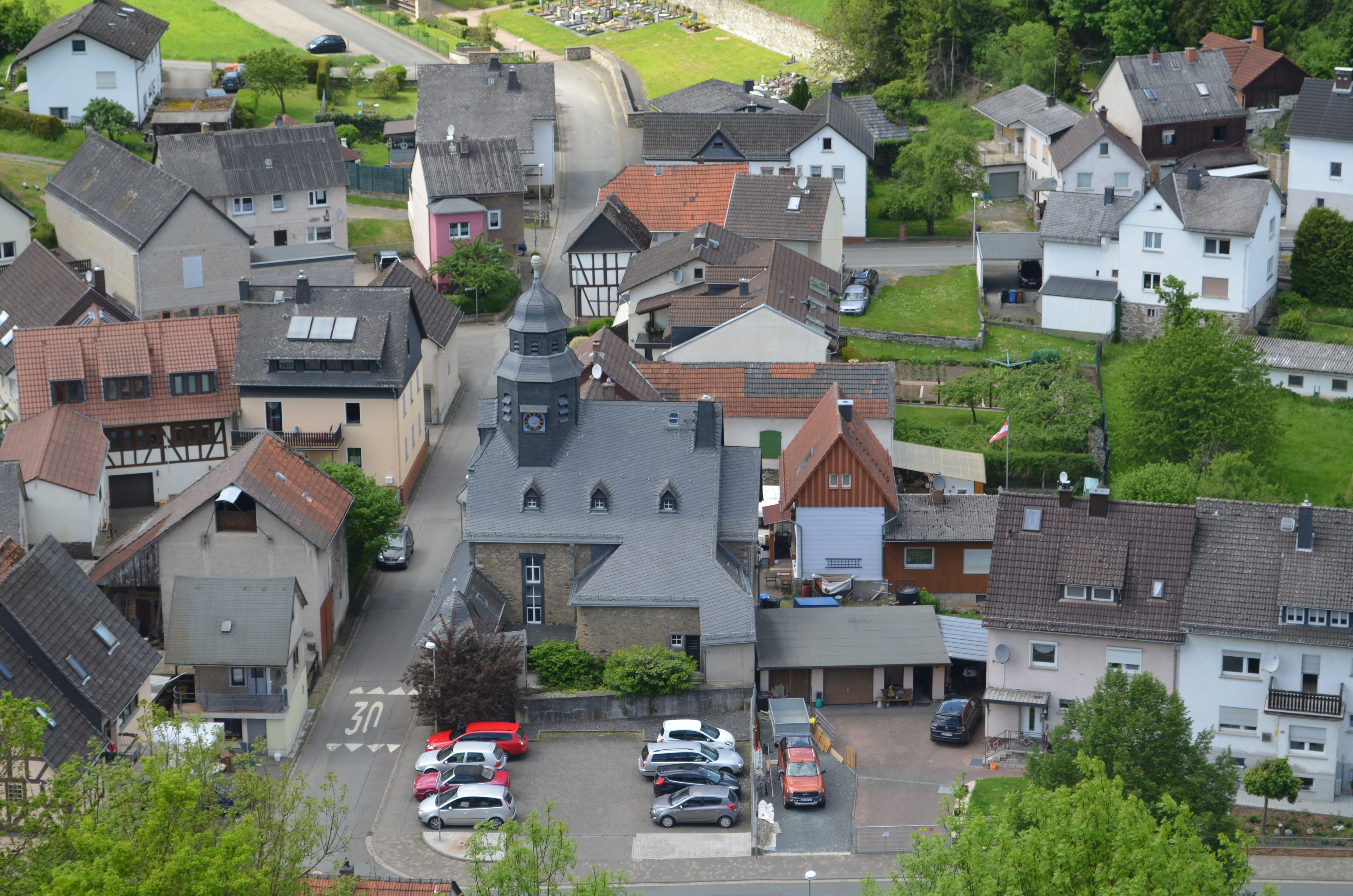
Evangelische Kirche in Philippstein

Die evangelische Kirche Philippstein ist ein denkmalgeschütztes Kirchengebäude in Philippstein, einem Stadtteil von Braunfels im Lahn-Dill-Kreis in Hessen. Die Kirchengemeinde gehört zum Dekanat an der Lahn in der Propstei Nord-Nassau der Evangelischen Kirche in Hessen und Nassau.

## Beschreibung
Die heutige Saalkirche wurde an Stelle des 1611 gebauten Vorgängerbaus 1913 bis 1914 nach einem Entwurf von Ludwig Hofmann unter dem Einfluss der Heimatbewegung errichtet. Vom Vorgängerbau wurden einige Merkmale übernommen, wie das Krüppelwalmdach und der achteckige, mit einer Laterne bekrönte Dachreiter, der den Glockenstuhl und die Turmuhr beherbergt. Das Portal, es stammt vom Vorgängerbau, befindet sich in einen Laubengang, der als kleines Seitenschiff weitergeführt wird. 
Der flachgedeckte Innenraum hat L-förmige Emporen. Zur Kirchenausstattung gehören die barocke Kanzel aus dem Vorgängerbau, ein Kruzifix und der Orgelprospekt von 1683. Die heutige Orgel mit acht Registern, 2 Manualen und einem Pedal wurde 1914 von der E. F. Walcker & Cie. gebaut (siehe auch: Liste der Orgeln im Lahn-Dill-Kreis). Die Glasmalereien wurden von der Glasmalereianstalt Ferdinand Müller gefertigt.